# Моћни Косијанери
Моћни Косијанери (енгл. The Mighty Boosh) је британска хумористичка серија са комичарима Ноелом Филдингом (Винс Ноар) и Џулијаном Баратом (Хауард Мун) започета као позоришна представа, па као радио емисија, и на крају као телевизијска серија.

## Позоришна представа
1. (1998) - Моћни Косијанери (1998), Прва позоришна представа.
2. (1999) - Арктички Косијанери (1999), Друга позоришна представа од које је касније и настала радио и телевизијска епизода „Тундра“.
3. (2000) - Ауто Косијанери (2000), Трећа позоришна представа.
4. (2006) - Моћни Косијанери уживо (2006), Четврта позоришна представа, слична „Арктичким Косијанерима“, од ње такође настала епизода „Тундра“.
5. (2008) - Моћни Косијанери уживо: Морнари из будућности турнеја (2008), Пета позоришна представа.

## Радио емисија
1. - Украдено, Прва радио епизода, мистериозан лик зван „Фантом“ краде животиње из њиховог Зоо-врта, тако да Винс и Хауард крећу у мисију да открију ко је он.
2. - Џунгла, Друга радио епизода, Винс и Хауард крећу у џунглу да би пронашли старог власника зоо-врта Томија Нуку, да би он заменио садашњег власника Боба Фосила.
3. - Џез, Трећа радио епизода, Винс оснива „рок“ бенд, али након свађе са гитаристом гитариста напушта бенд, након тога Винс убеђује Хауарда да му се придружи иако га „Дух Џеза“ прогања.
4. - Мутанти, Четврта радио епизода, након што је чувар зоо-врта Џои Мус убијен, Винс и Хауард крећу у потрагу, и проналазе мутант-животиње које је Боб Фосил створио да би их продао јапанском бизнисмену.
5. - Тундра, Пета радио епизода, базирана на представама „Арктички Косијанери“ и „Моћни Косијанери уживо“, Боб Фосил шаље Винса у Шпанију, а Хауарда на Арктик да би пронашли још животиња за његов зоо-врт.
6. - Ауто-стопер, Шеста радио епизода, Винс и Хауард воде „Тонија Шкампа“ у Зоо-врт за зле животиње, на путу налећу на ауто-стопера који их заробљава у кутију.

## Телевизијска емисија
Сезона 1 (2004):
1. - Кенгур убица, Прва ТВ-епизода, Хауард, уцењен од стране Боба Фосила пристаје на Бокс-меч између њега и кенгура, мислећи да ће тако импресионирати г-ћу Гидеон која му се свиђа.
2. - Мутанти, Друга ТВ-епизода, базирана на радио емисији „Мутанти“, након убиства чувара Џоија Муса, и нестанка животиња из врта Винс и Хауард крећу у потрагу и откривају мутанте створене од стране Диксона Бејнбриџа.
3. - Боло, Трећа ТВ-епизода, горила Боло се разбољева, и Хауард га замењује у костиму гориле, смрт долази по Болоа, и грешком односи Хауарда у пакао за мајмуне, Винс тада одлази у пакао да би га спасио и суочава се са „Мајмуном смрти“.
4. - Тундра, Четврта ТВ-епизода, базирана на радио емисији „Тундра“, Винс и Хауард одлазе не Арктик да би пронашли „Јаје Мантумби“ и суочавају се са „Црним мразом“.
5. - Џунгла, Пета ТВ-епизода, базирана на радио емисији „Џунгла“, Винс и Хауард одлазе у џунглу да би пронашли старог власника Зоо-врта Томија Нуку да би он заменио садашњег власника Диксона Бејнбриџа који жели да прода Зоо-врт.
6. - Чарли, Шеста ТВ-епизода, Хауард жели да постане писац да би импресионирао г-ђу Гидеон, и пише књигу, за то време Винс црта стрипове бојицама, и оставља их у фрижидеру у супер-маркету, познати писци проналаза Винсове стрипове, и проглашавају Винса писцем уместо Хауарда.
7. - Електро, Седма ТВ-епизода, базирана на радио епизоди „Џез“, Винс оснива „електро“ бенд, и убрзо се свађа са гитаристом „Џонијем 2 шешира“, Џони напушта бенд, и Винс убеђује Хауарда да му се придружи бенду, иако га прогања „Дух Џеза“ док свира.
8. - Аутостопер, Осма ТВ-епизода, базирана на радио епизоди „Аутостопер“, Након што је „Медвед Иван“ подивљао, Винс и Хауард га воде у врт за зле животиње и на путу срећу мистериозног зеленог ауто-стопера који их заробљава у кутију.

Сезона 2 (2005):
1. - Позив Јетија, Девета ТВ-епизода, за разлику од прве сезоне, у овој Винс и Хауард више не раде у Зоо-врту, Винс, Хауард, Набу и Боло иду на одмор у брвнару у једној шуми, чији је власник Кодијак Џек, Кодијак Џек се заљубљује у Винса, и моли Хауарда да их остави саме, Хауард одлази у шуму где га заробљавају „Јетији“, Набу и Боло сазнају да је сезона парења Јетија, и заједно са винсом крећу у потрагу за Хауардом.
2. - Поп и Звер, Десета ТВ-епизода, Винс и Хауард постају музичари, покушавају да смисле какву врсту музике ће да свирају, да би им помогао, Набу им прича причу о „Рубију ДиСарзио“ и „Спајдеру Дижону“, у причи Руби и Спајдер такође траже тај „нови звук“ који ће да свирају, и одлазе у град који је насељен само женама, тамо побеђују бандита „Битамакса“ и Спајдер осваја своја „Врата Кукунду“ на својој глави.
3. - Бабагедон, Једанаеста ТВ-епизода, Винс и Хауард желе да импресионирају неке „Гот“ девојке, и краду Набуову књигу црне магије, успомоћ ње призивају најопаснијег демона, бабу, која окупља своју армију, и почиње Бабагедон. Због тога, остали Шамани одлучују да лише Набуа његових моћи, али срећом Винс и Хауард му враћају књигу и успевају да поразе бабе.
4. - Фонтана младости, Дванаеста ТВ-епизода, Хауард мисли да је превише остарио, и након тога што је чуо од Болоа за „Фонтану младости“ одлучује да оде тамо и постане поново млад, али „Аутостопер“ стиже тамо пре њих, и док су они стигли, он се већ купао тамо, након што су га поразили, Винс и Хауард крећу да пију ту воду и постају бебе.
5. - Легенда Старог Грега, Тринаеста ТВ-епизода, Винс и Хауард одлазе да пецају на „Црно језеро“, где хауард пеца „Старог Грега“, пола рибу-пола човека који га заробљава и тера да се ожени за њега, срећом Винс позајмљује Набуову подморницу, и заједно крећу да спасу Хауарда.
6. - Кошмар о Милки Џоу, Четрнаеста ТВ-епизода, Винс и Хауард одлучују да отпутују за Америку и постану славни, због Хауардовог страха од летења, путују бродом и насукају се на пусто острво, где не једу ништа сем кокоса, и почињу да добојају „Кокос-кошмаре“ привиђају им се причајући кокоси, један од њих је и „Милки Џо“.

Сезона 3 (2007):
1. - Јегуље, Петнаеста ТВ-епизода, у овој сезони Набу оснива бутик „Набутик“, и једини радници су му Винс и Хауард, Набу и Боло одлазе на шаманску журку, и остављају Винса и Хауарда саме у Набутику, они се такмиче ко ће више ствари да прода, Винс пише на зиду бутика графите о томе како је Хауард мушка курва, и долази им транвестит „Елеонора“ који жели да има секс са Хауардом.
2. - Пут до центра Панка, Шеснаеста ТВ-епизода, Винс гризе Хауардову Џез-плочу и добија Џез-вирус, који напада његов имунски систем, Хауард и његов најбољи пријатељ Лестер, који је слеп, успомоћ минијатурне подморнице, улазе у винсово тело и боре се против Џез-вируса.
3. - Моћ Кримпа, Седамнаеста ТВ-епизода, Ланс Диор и Харолд Бум копирају Винса и Хауарда, чак су почели и да „кримпују“, то је посебна врста певања развијена од стране Винса и Хауарда, да би доказали да су они „оригинални“ Винс и Хауард, они организују турнир у Кримповању.
4. - Чудна прича о надрогираној лисици, Осамнаеста ТВ-епизода, Винс годинама гомила смеће у њиховом дворишту, и Хауард га тера да то почисти, након што Хауард оставља винса самог, Винс пушта надрогирану лицицу, која је живела у њиховом смећу, код њих кући, лисица краде шамански сок, и добија супер моћи, и Винс и Хауард се боре против ње.
5. - Журка, Деветнаеста ТВ-епизода, Винс организује журку у Набутику, и говори Хауарду да је то у ствари његова журка, због тога што му је рођендан, један од гостију је и Главни Шаман „Денис“, који проналази Винса са његовом женом, да би му објаснио да није као што изгледа, Винс се прави да је геј, и љуби Хауарда у уста, али после тог пољубца Хауард се стварно заљубљује у Винса.
6. - Слеђивање, Двадесета, и последња ТВ-епизода, Винс органзује представу, и жели да наступа са групом „Блек Тјубс“ али они му дају за услов да уђе у супер-танке фармерице, Винс цео дан тренира да би смршао ноге, и Хауард жели да наступа на представи као глумац, али не зна да глуми, зато унајмљује глумца „Монтгомерија Фленџа“ који му даје часове глуме.

## Ликови
1. - Винс Ноар, глуми га „Ноел Филдинг“, главни јунак серије, појављује се у свакој епизоди.
2. - Хауард Мун, глуми га „Џулијан Барат“, такође главни јунак, и појављује се у свим епизодама.
3. - Набу Енигма, глуми га „Мајкл Филдинг“, шаман, један од главнијих јунака, такође се појављује у скоро свим епизодама.
4. - Боло, глуми га „Дејв Браун“, Набуов помоћник, горила, појављује се у скоро свакој епизоди у којој и Набу.
5. - Боб Фосил, глуми га „Рич Фулчер“, помоћник власника Зоо-врта, касније и водитељ неких емисија.
6. - Диксон Бејнбриџ, глуми га „Мет Бери“, власник Зоо-врта, појављује се само у првој сезони док су Винс и Хауард радили у Зоо-врту.
7. - Лестер Корнкрејк, глуми га „Рич Фулчер“, Хауардов најбољи пријатељ, слеп, појављује се у трећој сезони.
8. - Денис, глуми га „Џулијан Барат“, главни Шаман, појављује се у другој и трећој сезони.
9. - Руди ван ДиСарзио, глуми га „Џулијан Барат“, појављује се у епизодама „Џунгла“ и „Поп и звер“.
10. - Спајдер Дижон, глуми га „Ноел Филдинг“, помоћник је „Рудија ВанДисарзија“, и појављује се у епизоди „Поп и Звер“.
11. - Г-ђа Гидеон, глуми је „Викторија Викс“, појављује се у првој сезони.
12. - Стари Грег, глуми га „Ноел Филдинг“, појављује се у епизоди „Легенда о Старом Грегу“
13. - Аутостопер, глуми га „Ноел Филдинг“, појављује се у епизодама „Аутостопер“, „Фонтана младости“ и „Јегуље“.
14. - Дух Џеза, глуми га „Ноел Филдинг“, појављује се у епизодама „Електро“ и „Пут у центар Панка“.
15. - Томи Нука, глуми га „Рич Фулчер“, бивши власник Зоо-врта, појављује се у епизоди „Џунгла“.
16. - Бандит Бетамакс, глуми га „Рич Фулчер“, појављује се у епизоди „Поп и Звер“.
17. - Црни Мраз, глуми га „Дејв Браун“, појављује се у епизоди „Тундра“.
18. - Чарли, глуми га „Питер Кирјацоу“, пола човек-пола жвака, појављује се у епизоди „Чарли“.
19. - Надрогирана Лисица, глуми је „Џулијан Барат“, појављује се у епизоди „Чудна прича надрогиране лисице“.
20. - Елеонор, глуми је „Рич Фулчер“, транвестит је, и појављује се у епизоди „Јегуље“.
21. - Монтгомери Фленџ, глуми га „Ноел Филдинг“, и појављује се у „Замрзивању“.
22. - Кодијак Џек, глуми га „Рич Фулчер“, и појављује се у „Зову Јетија“.
23. - Џони 2шешира, глуми га „Ден Кларк“, и појављује се у епизоди „Електро“.